# Fünf-Inseln-Satz
Der Fünf-Insel-Satz ist ein auf Lars Ahlfors zurückgehender Satz der Funktionentheorie, genauer der Werteverteilungstheorie meromorpher Funktionen. Er verbessert den Kleinen Satz von Picard und gilt als eine der Hauptanwendungen für Ahlfors' geometrischen Zugang zur Werteverteilungstheorie.

## Aussage
Sei {\displaystyle f} eine transzendente meromorphe Funktion, und seien {\displaystyle D_{1},\ldots ,D_{5}} fünf einfach zusammenhängende Gebiete der komplexen Ebene mit disjunkten abgeschlossenen Hüllen. Dann gibt es ein {\displaystyle j\in \{1,2,3,4,5\}} und für jedes {\displaystyle R>0} ein einfach zusammenhängendes Gebiet {\displaystyle G\subset \left\{z\in \mathbb {C} \colon \parallel z\parallel \geq R\right\}}, so dass {\displaystyle f\mid _{G}} eine konforme Abbildung von {\displaystyle G} auf {\displaystyle D_{j}} ist.